# Jessa Khan
Jessamine Jada Khan (Texas, 8 de outubro de 2001), frequentemente chamada de Jessa Khan, é uma atleta de jiu-jitsu nascida nos Estados Unidos com ascendência cambojana. Ela é a campeã mundial da IBJJF de 2023.

## Carreira
Khan representou o Camboja nos Jogos Asiáticos de 2018 e conquistou a medalha de ouro na categoria feminina de 49 kg ne-waza. Esta foi também a primeira medalha de ouro conquistada pelo Camboja nos Jogos Asiáticos, um feito inesperado no esporte de ju-jitsu durante os Jogos Asiáticos de 2018. Khan é a segunda medalha de ouro na história dos Jogos Asiáticos do Camboja, após o ouro no taekwondo em 2014. Ela é filha de uma mãe mexicano-americana e um pai cambojano-americano. Ela começou a treinar jiu-jitsu aos 12 anos.
Em 6 de outubro de 2020, Khan recebeu sua faixa-preta em jiu-jitsu brasileiro de seus treinadores, os Irmãos Mendes, apenas dois dias antes de seu décimo nono aniversário.

## Vida pessoal
Khan nasceu no Texas e reside no sul da Califórnia.

## Carreira como faixa-preta
Em 26 de fevereiro de 2021, Khan fez sua estreia no Who's Number One, derrotando Danielle Kelly por decisão unânime. Ela competiu no Evolve Ur Game em 3 de abril de 2021, em uma superluta contra Mayssa Bastos, perdendo por pontos. Khan retornou ao Who's Number One em 28 de maio de 2021, derrotando Patricia Fontes com uma chave de braço. Essa performance garantiu a Khan o convite para competir pelo título inaugural de peso-palha feminino do WNO no WNO Championships. Khan finalizou Jessica Crane com um gancho de calcanhar na primeira rodada, mas foi finalizada por Grace Gundrum na semifinal com um twister e por Amanda 'Tubby' Alequin na luta de consolação com um toehold.
Em maio de 2022, Khan tornou-se uma das primeiras lutadoras a assinar um contrato com o ONE Championship. A promoção agendou uma revanche contra Alequin para sua estreia no ONE 159 em 22 de julho de 2022, mas a luta foi cancelada quando Alequin desistiu devido a um problema médico não divulgado.
Khan competiu no Campeonato Europeu de Jiu-Jitsu de 2023, conquistando uma medalha de bronze na divisão peso-galo feminino. No IBJJF Santa Cruz International Open, em 22 de abril de 2023, Khan conquistou o ouro na divisão peso-pena leve. Khan retornou aos Jogos do Sudeste Asiático em 2023 para representar o Camboja novamente, conquistando prata no evento ne-waza com quimono e ouro no evento ne-waza sem quimono. Ela doou seus ganhos do evento para a Cruz Vermelha Cambojana.
Khan competiu no Campeonato Mundial de Jiu-Jitsu de 2023, em 3 e 4 de junho de 2023, e conquistou uma medalha de ouro na divisão peso-pena leve.
Khan foi escalada para enfrentar Danielle Kelly em uma revanche pelo título inaugural de grappling de submissão peso-átomo do ONE Championship no ONE Fight Night 14, em 29 de setembro de 2023. Khan perdeu a luta por decisão.
Khan competiu no Campeonato Mundial de Jiu-Jitsu Sem Quimono de 2023, onde conquistou uma medalha de prata na divisão peso-pena leve.